# Cœur de tzigane (film, 1934)
Pour les articles homonymes, voir Caravan.
Pour plus de détails, voir Fiche technique et Distribution.
Cœur de tzigane (titre original : Caravan) est un film américain en noir et blanc réalisé par Erik Charell, sorti en 1934.
Une version française (Caravane) sortit la même année avec une nouvelle fois Charles Boyer et Annabella dans le rôle de Loretta Young.

## Synopsis
La jeune comtesse Wilma est obligée de se marier jusqu'à minuit sans quoi elle perdra son héritage. Elle choisit à la va-vite Latzi, un tzigane vagabond, et lui offre une grosse somme d'argent s'il consent au mariage. Ravalant sa fierté, Latzi accepte. Mais bientôt, Wilma tombe amoureuse du jeune lieutenant von Tokay, lui-même amoureux de la tzigane Timka...

## Fiche technique
- Titre : Cœur de tzigane
- Titre original : Caravan
- Réalisation : Erik Charell
- Scénario : Melchior Lengyel et Samson Raphaelson d'après le roman Gypsy Melody de Robert Liebmann
- Photographie : Ernest Palmer et Theodor Sparkuhl
- Montage : Robert Bischoff (non crédité)
- Musique : Peter Brunelli, Louis De Francesco et Alois Reiser (non crédités)
- Costumes : Sam Benson (non crédité)
- Producteur : Robert Kane
- Société de production : Fox Film Corporation
- Société de distribution : Fox Film Corporation
- Pays d'origine :  États-Unis
- Langue : anglais
- Format : Noir et blanc — 35 mm — 1,37:1 — Son : Mono
- Genre : Film musical, Film romantique
- Durée : 101 min
- Dates de sortie :
  - États-Unis : 28 septembre 1934 New York
  - France : 27 septembre 1935

## Distribution
- Charles Boyer : Latzi
- Loretta Young : comtesse Wilma
- Jean Parker : Timka
- Phillips Holmes : lieutenant von Tokay
- Louise Fazenda : Miss Opitz
- Eugene Pallette : chef des bohémiens
- Charles Aubrey Smith : Baron von Tokay
- Charley Grapewin : le notaire
- Noah Beery : aubergiste
- Dudley Digges : l'administrateur
- Billy Bevan : sergent de police
- Lionel Belmore : chef de poste
- Richard Carle : le majordome

Acteurs non crédités :
- Mathilde Comont : Bohémienne
- Armand Kaliz : le chef des hussards
- Frank Sully : soldat hongrois
- Harry Woods : Roméo